# Sony Mavica MVC-FD95
Le Sony Mavica MVC-FD95 est un appareil photographique numérique de type bridge fabriqué par Sony, commercialisé en février 2000. 

## Description
Il possède une définition de 2,1 mégapixels et un puissant zoom optique de 10x. Son lecteur de disquette de 3,5 pouces et son zoom lui donnent des dimensions respectables de 12 x 12x 18 cm.

|  |  |

Son automatisme gère 3 modes Scène pré-programmés afin de faciliter les prises de vues (Paysage, portrait, nocturne).

L’ajustement de l'exposition est automatique et permet également un mode manuel avec un ajustement dans une fourchette de ±1,50 par paliers de 0,5 EV.

La balance des blancs se fait de manière automatique, mais également semi-manuelle avec des options pré-réglées (intérieur, extérieur).

En juin 2000, ce modèle est également présenté avec un stockage des images sur CD-R de 3 pouces à la place de la disquette 3,5 pouces et de la Memory Stick sous le nom de MVC-CD1000, premier appareil photographique à utiliser des CD.
En février 2001, il est remplacé par le MVC-FD97, modèle strictement identique au FD95, mais supportant la carte mémoire flash Memory Stick en plus de la disquette 3,5 pouces et la présence d'une prise compatible USB sur l'appareil.

## Caractéristiques
- Capteur CCD 1/2,7 pouces - définition : 2,1 millions de pixels - 2,02 millions de pixels effective
- Zoom optique : 10× - numérique : 2×
  - Distance focale équivalence 35 mm : 39-390 mm
  - Ouverture de l'objectif : F/2,8-F/11
  - Stabilisateur d'image SteadyShot
- Vitesse d'obturation : Auto : 8 à 1/500 seconde
- Sensibilité : ISO 100
- Définition Image : 640×480 • 1600×1200 • 1600×1072 • 1024×768 au format JPEG
- Définition Vidéo : 160×112 • 320×240 au format MPEG-1
- Stockage : Disquette 3,5 pouces 1,44 Mo
- Écran LCD de 2,5 pouces - matrice active TFT de 123 000 pixels
- Flash incorporé + prise pour flash extérieur
- Connectique : 1 sortie audio/vidéo composite
- Batterie propriétaire rechargeable lithium-ion NP-F330 et chargeur
- Poids : 970 g avec batterie